# Viernheim
Viernheim é um município da Alemanha, situado no distrito de Bergstrasse, no estado de Hesse. Tem 48,41 km² de área, e sua população em 2019 foi estimada em 34.315 habitantes.